# جيري ميرسير
جيري ميرسير هو موسيقي كندي، ولد في 27 أبريل 1939.

## وصلات خارجية
- جيري ميرسير على موقع IMDb (الإنجليزية)
- جيري ميرسير على موقع ميوزك برينز (الإنجليزية)
- جيري ميرسير على موقع أول ميوزيك (الإنجليزية)
- جيري ميرسير على موقع ديسكوغز (الإنجليزية)